# لیتوین قازاریان
لیتوین الیگومی قازاریان (ارمنی: Լիտվին Էլիգումի Ղազարյան؛  زادهٔ ۱۳ ژوئن ۱۹۲۹ - درگذشته ۲۰۰۰)  دولتمرد اهل ارمنستان بود.

## زندگی‌نامه
وی در ۱۳ ژوئن ۱۹۲۹ در دسق به دنیا آمد و از دانشگاه ملی پلی‌تکنیک ارمنستان (۱۹۵۲) فارغ‌التحصیل گشت. وی در حزب کمونیست ارمنستان (۱۹۶۰) و کارخانه آلومینیوم کاناکر (۱۹۸۰-۱۹۷۱) فعالیت می‌کرد. همچنین برندهٔ جوایزی همچون نشان پرچم سرخ کار، نشان برجسته افتخار و مهندس شایسته ارمنستان شوروی (۱۹۷۵) شده است. وی در ۲۰۰۰ در سن ۷۱ سالگی درگذشت.

## نگارخانه

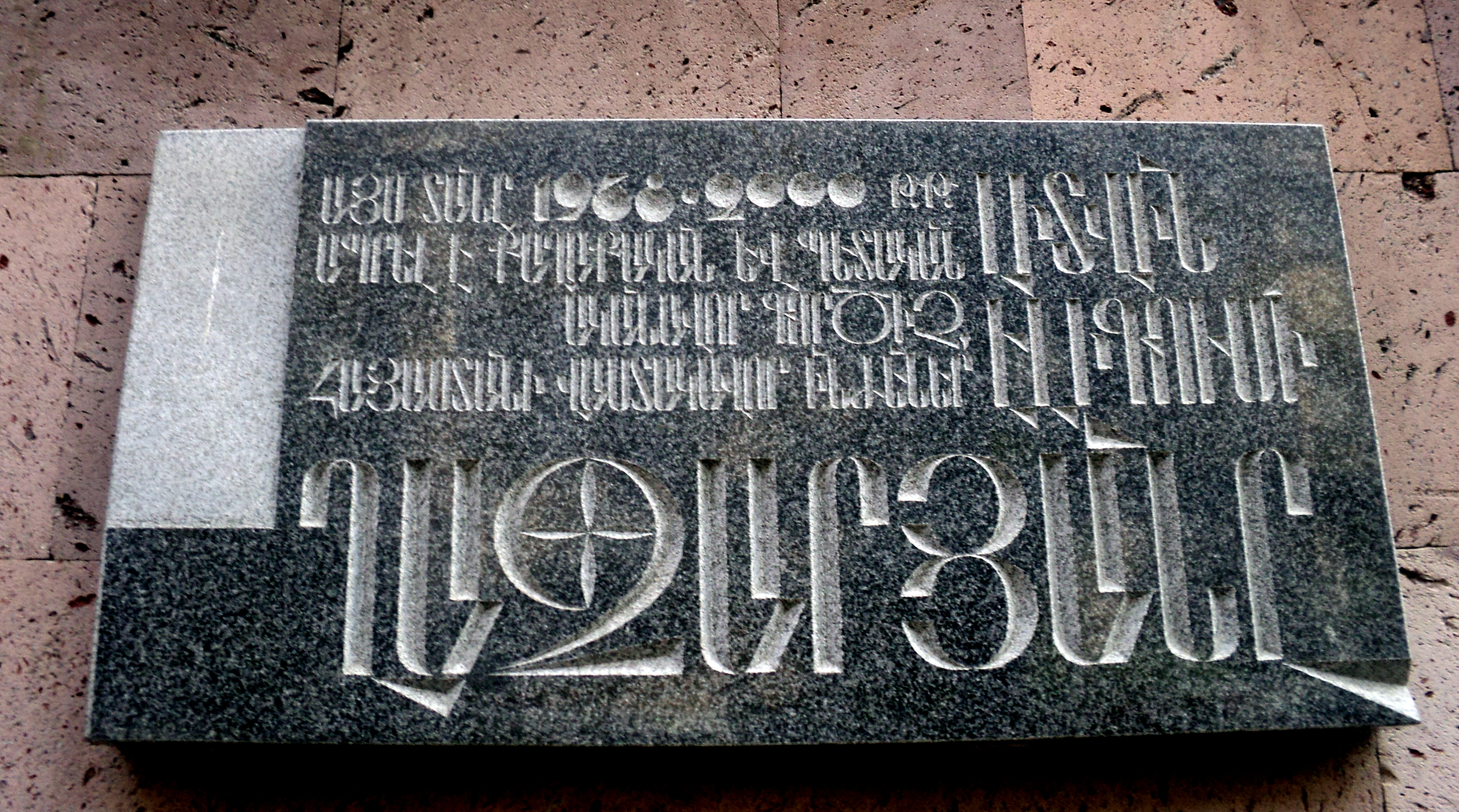
پلاک یادبود